# إريك فغيلدستاد
إريك فغيلدستاد (بالنرويجية البوكمول: Erik Fjeldstad)‏ هو لاعب هوكي الجليد نرويجي، ولد في 20 فبراير 1944، وتوفي في 24 مارس 2019.

## وصلات خارجية
- إريك فغيلدستاد على موقع EliteProspects.com (الإنجليزية)
- إريك فغيلدستاد على موقع أوليمبيديا (الإنجليزية)